# Картер, Элизабет
Элизабет Картер (англ. Elizabeth Carter; 16 декабря 1717, Дил, Кент — 19 февраля 1806, Лондон) — английская поэтесса и переводчица

.

## Биография и творчество
Дочь приходского священника. Одна из наиболее образованных женщин своего времени. В совершенстве знала латинский и греческий языки, помимо них, еврейский, французский, немецкий, итальянский, испанский, португальский и арабский. В 1734 напечатала свои первые стихотворения под псевдонимом Элиза в Gentleman’s Magazine; отдельными сборниками они выходили в 1738 и 1762. Ей принадлежит также перевод на английский язык философских трудов Эпиктета (1758, с древнегреческого). Её «Записки» изданы в 1807.

## Дружеские связи
Входила в так называемое Общество синих чулок (см.:en:Blue Stockings Society (England)), дружила с Сэмюэлом Джонсоном (печаталась в его журнале Рэмблер), Сэмюэлом Ричардсоном, Рейнолдсом, Уолполом, Бёрком, Эммой Гамильтон, Джоанной Бейли. Её писали многие художники эпохи, среди прочих — сэр Томас Лоуренс (1788—1789).

## Современные издания
- Elizabeth Carter, 1717—1806: an edition of some unpublished letters/ Gwen Hampshire, ed. Newark: University of Delaware Press, 2005